# تيم سميث (لاعب كرة سلة)
تيم سميث (2 يوليو 1982 - ) (بالإنجليزية: Tim Smith)‏ هو لاعب كرة سلة أمريكي في مركز هجوم خلفي. لعب مع ETHA Engomis ‏.

## وصلات خارجية
- تيم سميث على موقع كلية كرة السلة في سبورتس رفرنس.كوم (الإنجليزية)